# Basilique d'Antchiskhati
La basilique d'Antchiskhati (en géorgien : ანჩისხატი) est une basilique orthodoxe géorgienne du VIe siècle et l'une des plus anciennes églises de Tbilissi.

## Description
La basilique à trois nefs est construite en tuf volcanique par Vatché II d'Ibérie. En 1675 un clocher séparé est ajouté à la basilique. Le bâtiment a été restauré en 1958 à l'occasion du 1500e anniversaire de la fondation de Tbilissi.

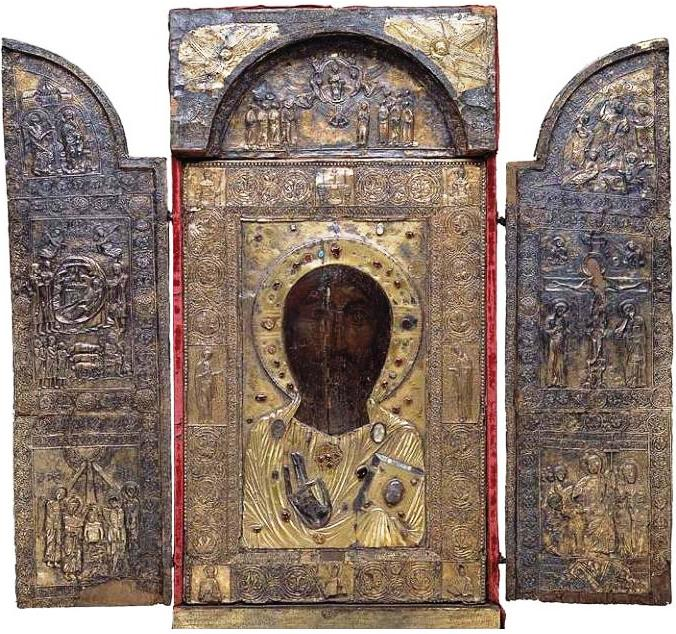
Icône d'Antcha.

Le nom de la basilique vient d'une icône miraculeuse du XIIe siècle dite icône d'Antcha provenant du monastère d'Antcha. Elle a été transférée à Tbilissi au XVIIe siècle devant la menace ottomane et conservée dans la basilique. De nos jours l'icône se trouve au musée des beaux arts de Géorgie.

## Liens
- Chœur de la basilique d'Antchiskhati